# Suhpalacsa umbrosus
Suhpalacsa umbrosus är en insektsart som beskrevs av Peter Esben-Petersen 1913. 
Suhpalacsa umbrosus ingår i släktet Suhpalacsa och familjen fjärilsländor. Inga underarter finns listade i Catalogue of Life.